# Scuola di applicazione
La Scuola Ufficiali dell’Esercito, precedentemente Scuola di applicazione dell'Esercito, completa e perfeziona la formazione, di base e superiore, di tutti gli ufficiali in servizio permanente nell'Esercito Italiano. Ha sede a Torino. La Scuola deriva dalle scuole di applicazione delle armi di fanteria, cavalleria, artiglieria e genio, riunite nel 1976 sotto un unico comando con la comune denominazione di Scuola di applicazione. Dal 2009 dipende dal Comando per la formazione e Scuola di applicazione (COMFORSA). Dal 2024, viene rinominata Scuola Ufficiali dell’Esercito.

## Storia
La Scuola di applicazione affonda le sue radici storiche nelle preesistenti scuole di applicazione delle varie armi del Regio esercito (fanteria, cavalleria, artiglieria e genio).
Tali istituti furono riuniti nel 1951 dall'Esercito Italiano sotto un unico comando a Torino, a Palazzo dell'Arsenale, chiamato "Scuole di applicazione d'arma", denominazione cambiata in "Scuola di applicazione" nel 1976. 
La Scuola dal 1º giugno 2003 ha assunto la denominazione di "Scuola di applicazione e Istituto di studi militari dell'Esercito" a seguito del trasferimento della "Scuola di Guerra" da Civitavecchia a alla Scuola d'applicazione di Torino. In realtà un ritorno in città, visto la Scuola di guerra era nata proprio sotto la Mole Antonelliana. Qui si svolgono da quella data i Corsi di stato maggiore per gli ufficiali superiori.
Il 3 agosto 2009 il comando della Scuola di applicazione e Istituto di studi militari è divenuto parte del "Comando delle Scuole - Scuola di Applicazione e Istituto di Studi Militari dell'Esercito", un organismo che è diventato in seguito l'attuale Comando per la formazione e Scuola di applicazione (COMFORSA) e di cui la Scuola di applicazione è ancora parte. Dipende inoltre dal Comando per la Formazione e Scuola di Applicazione il Centro Studi per le Post Conflict Operations, dislocato nella stessa sede di Palazzo "SIMONI" (ex - spianata).
Il 1º gennaio 2013  è stato costituito un alto comando di vertice dell'Esercito Italiano, in seguito alla riforma dell'area scolastico-addestrativa dell'Esercito, il Comando per la formazione, specializzazione e dottrina dell'Esercito (COMFORDOT), con alle dipendenze il COMFORSA.

## Le scuole precedenti

### Scuola di applicazione di artiglieria e genio
Le tradizioni più antiche dell'attuale Scuola di applicazione hanno origine nel Regno di Sardegna sabaudo nel 1739 con le "Regie Scuole Teoriche e Pratiche di Artiglieria e Fortificazione" volute da Carlo Emanuele III di Savoia. Chiuse dopo circa ottant'anni con la restaurazione postnapoleonica, dalle Regie Scuole nacquero la Scuola di Applicazione di Artiglieria e la Scuola di Applicazione del Genio, a cui si affiancarono in seguito la Scuola di Applicazione di Cavalleria ed infine la Scuola di Applicazione di Fanteria. Tutte queste scuole vennero chiuse tra il 1830 e il 1835, con l'affidamento della preparazione degli ufficiali esclusivamente alla Regia accademia militare, al cui interno nacque, con funzioni simili alle disciolte scuole di applicazione, la "Scuola complementare" (1834), sostituita dalla "Scuola di applicazione per armi dotte" nel 1839.
L'esperienza acquisita durante la prima guerra di indipendenza italiana, e la conseguente riforma dell'esercito sabaudo, suggerirono di tornare alla vecchia separazione tra i corsi dell'accademia militare e quelli teorico-applicativi. A tale scopo il re Vittorio Emanuele II autorizzò la fondazione, nel 1851, della "Scuola Complementare per gli Ufficiali di Artiglieria e Genio", in posizione autonoma rispetto all'accademia. 

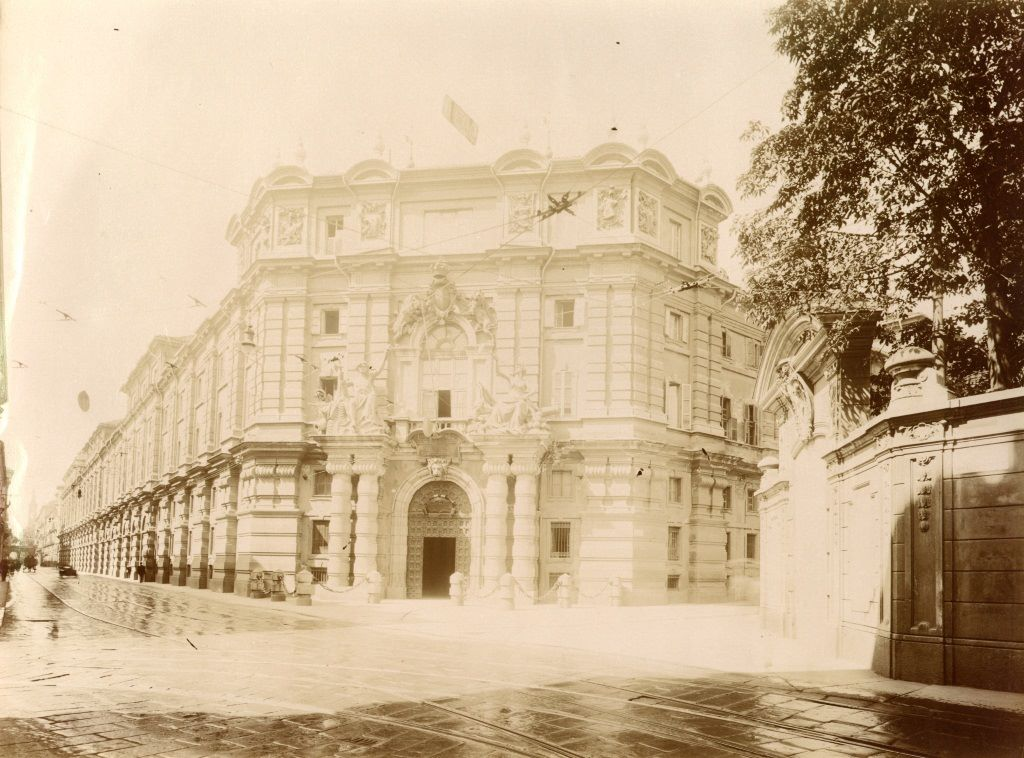
Palazzo dell'Arsenale, sede della scuola, in una foto degli anni '20

Dopo una breve chiusura, tale istituto con la nascita del Regno d'Italia, mutò nel 1863 in "Scuola d'Applicazione delle Armi di Artiglieria e Genio", a lungo (1863-1881) diretta da Celestino Sachero nella storica sede dell'Arsenale militare di Torino. Nel 1897 l'accademia e la scuola d'applicazione vennero poste sotto un unico comando.
La Scuola d'Applicazione delle Armi di Artiglieria e Genio continuò a funzionare per oltre venticinque anni, cioè fino a quando un decreto del 15 ottobre 1924 ne dispose lo scioglimento ed il trasferimento dei suoi compiti ad un comando dei corsi straordinari, inserito nelle strutture ordinative dell'"Accademia Militare di Artiglieria e Genio" di Torino. Questa situazione comunque durò solamente fino al 1928: l'accademia e la scuola si separarono di nuovo, la prima diventando la "Regia Accademia Militare di Artiglieria e Genio", la seconda "Scuola di Applicazione di Artiglieria e Genio". Entrambe fermarono i corsi di istruzione l'8 settembre 1943, quando il capo del governo Pietro Badoglio proclamò l'armistizio con gli Alleati della seconda guerra mondiale. Qualche mese prima la scuola di applicazione si era trasferita a Montecatini Terme, in Toscana.
Dopo la fine della seconda guerra mondiale e l'avvento della Repubblica, ripresero, a partire dal 1949, i corsi applicativi per gli ufficiali di artiglieria e del genio, in due scuole distinte, riunite nel 1951, assieme alla Scuola di applicazione di fanteria e cavalleria, sotto il comando delle "Scuole di applicazione d'arma", a loro volta diventate, nel 1976, la "Scuola di applicazione".

### Scuola di applicazione di fanteria e cavalleria
La "Regia Scuola Militare di Equitazione" sorse a Venaria Reale nel 1823. Nel 1849 si spostò a Pinerolo e assunse il nuovo nome di "Scuola militare di cavalleria". La duplice funzione di questa scuola venne adeguatamente riconosciuta nel 1854 con la rinomina a "Scuola di applicazione di fanteria e cavalleria".
Con il Regno d'Italia, il Regio esercito vi cambiò nome in "Scuola normale di cavalleria" nel 1862, "Scuola di cavalleria" nel 1887 e "Scuola di applicazione di cavalleria" nel 1910. Cessò di esistere, come la Scuola di applicazione di artiglieria e genio, l'8 settembre 1943, e come essa ritornò in funzione con l'Esercito italiano, sebbene inserita all'interno della Scuola di applicazione di fanteria, nel 1949. 
Anche la "Scuola normale di fanteria" nacque nel 1849, a Torino. Un anno dopo divenne "Scuola militare di fanteria", con sede a Ivrea, salvo mutare di nuovo di nome nel 1862 in "Scuola normale di fanteria". Trasferita a Colorno nel 1864 e a Parma nel 1865, nel 1869 fu trasformata in "Scuola centrale di tiro, scherma, ginnastica e nuoto, per la fanteria". Col tempo si susseguirono altri cambi di nome: "Scuola normale di fanteria" nel 1873, "Scuola centrale di tiro di fanteria" nel 1888 e "Scuola di applicazione di fanteria" nel 1910. L'8 settembre del 1943 si oppone con successo ai tedeschi tanto da meritare la Medaglia d'Argento al Valor Militare alla bandiera. Disciolta a seguito delle vicende seguite all'8 settembre 1943.
Viene ricostituita dall'Esercito italiano a Torino nel 1949, inglobando l'ex Scuola di applicazione di cavalleria e, per questo, cambiando di nome nel 1954 in "Scuola di applicazione di fanteria e cavalleria". Nel 1951 venne posta con la Scuola di applicazione di artiglieria e genio alle dipendenze delle Scuole di applicazione d'arma, a loro volta diventate, nel 1976, la "Scuola di applicazione".

## Stemma araldico
La Scuola di Applicazione nasce dalla fusione di varie Scuole d'Armi. Per questo nello stemma araldico, concesso con DPR del 14 marzo 1977, si cerca di riunire tutta la storia custodita nella scuola frutto delle scuole disciolte. Lo stemma è suddiviso in quarti:
- Il primo quarto ricorda la Scuola di Applicazione di Fanteria e Cavalleria.
- Il secondo quarto rappresenta lo stemma delle "Regie Scuole Teoriche e Pratiche di Artiglieria e Fortificazione".
- Il terzo quarto raffigura lo stemma della "Scuola di Applicazione del Genio".
- L'ultimo quarto contiene lo stemma della Città di Torino, dove la Scuola ha sede.

Blasonatura
Ornamenti esteriori: lo scudo è sormontato dalla corona turrita degli Enti Militari; lista bifida d'oro, svolazzante, collocata sotto la punta dello scudo, incurvata con la concavità rivolta verso l'alto, riportante il motto, in lettere maiuscole di nero: DOCTRINAS BELLO APTARE; nastri rappresentativi della ricompensa al Valore: annodati nella parte centrale non visibile della corona turrita, scendenti svolazzanti in sbarra dal punto predetto, passando dietro la parte superiore dello scudo: 1 M.A.V.M., 1 M.B.V.E.»

## Attività formative

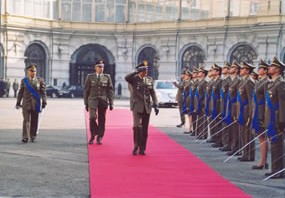
Giuramento degli Ufficiali allievi nel cortile d'onore

La formazione di base degli Ufficiali, dopo il biennio di studi nei corsi normali dell'Accademia Militare di Modena, dove viene conferito loro il grado di sottotenente, si completa alla scuola di Torino
Qui proseguono per un ulteriore anno per ottenere la laurea di primo livello, e completano la formazione per ottenere la laurea Magistrale. 
La laurea triennale di 1º livello in Scienze strategiche  a seconda dell'Arma di appartenenza, presenta tre percorsi didattici differenti:
- Politico-organizzativo (riservato agli Ufficiali delle Armi di fanteria, cavalleria, artiglieria);
- Tecnico (riservato agli Ufficiali delle Armi del genio, trasmissioni e trasporti e materiali);
- Amministrativo (per gli Ufficiali del Corpo di Amministrazione e Commissariato).

Nel corso del terzo anno formativo i sottotenenti vengono avanzati al grado di tenenti.
Conseguita  la laurea triennale di 1º livello, caratterizzata dal fatto di essere un corso inter-ateneo (coordinato dalle Università di Modena e Reggio Emilia e di Torino) oltre che interfacoltà (le facoltà afferenti sono infatti Giurisprudenza, Scienze Politiche, Scienze Matematiche, Fisiche e Naturali ed Economia), sono iscritti ad uno dei cinque corsi biennali della laurea specialistica (gestita dalla sola Università di Torino) in Scienze Strategiche, i quali sono:
- 1 - Laurea Specialistica in Scienze Strategiche “Organizzative”
- 2 - Laurea Specialistica in Scienze Strategiche delle “Telecomunicazioni”
- 3 - Laurea Specialistica in Scienze Strategiche del “Genio”
- 4 - Laurea Specialistica in Scienze Strategiche dei “Trasporti e Materiali”
- 5 - Laurea Specialistica in Scienze Strategiche “Amministrative”

Gli studi sono differenziati in base all'Arma di appartenenza.
Stato Maggiore
Oltre alla formazione di base dei Sottotenenti e dei Tenenti, alla Scuola di Applicazione di Torino spetta dal 2003 anche la formazione superiore degli Ufficiali (Capitani, raramente maggiori), che qui compiono gli studi cosiddetti di Stato Maggiore (ex Scuola di Guerra).
Altri corsi
Inoltre vi si tengono i corsi previsti per l'iter formativo degli Ufficiali del Ruolo Speciale e di quelli reclutati tramite concorso a Nomina Diretta.
Parallelamente, l'Università di Torino ha istituito un corso di laurea, sempre in Scienze Strategiche, a numero chiuso, che è riservato ai "civili". Essi, dopo il conseguimento della laurea triennale di 1º livello, possono accedere al corso specialistico in Scienze Strategiche e Politico-Organizzative e, con debiti formativi, anche agli altri corsi riservati agli Ufficiali. 
La frequenza ha luogo, come per i militari, negli spazi della Scuola di Applicazione.
Presso la Scuola di Applicazione viene inoltre formata la "Riserva selezionata" attraverso corsi speciali. La "Riserva selezionata" nasce dalla necessità per l'Esercito Italiano di avere a disposizione personale con capacità non disponibili nell'ambito dello stesso Esercito. Infine, presso la Scuola di Applicazione svolgono il corso di base i neo sottotenenti del Ruolo Speciale provenienti da truppa, sottufficiali ed altre FF.AA.

Grado di sottotenente, rivestito dai frequentatori al 1º e 2º anno
Grado di tenente, rivestito dai frequentatori al 3º anno

## Sede

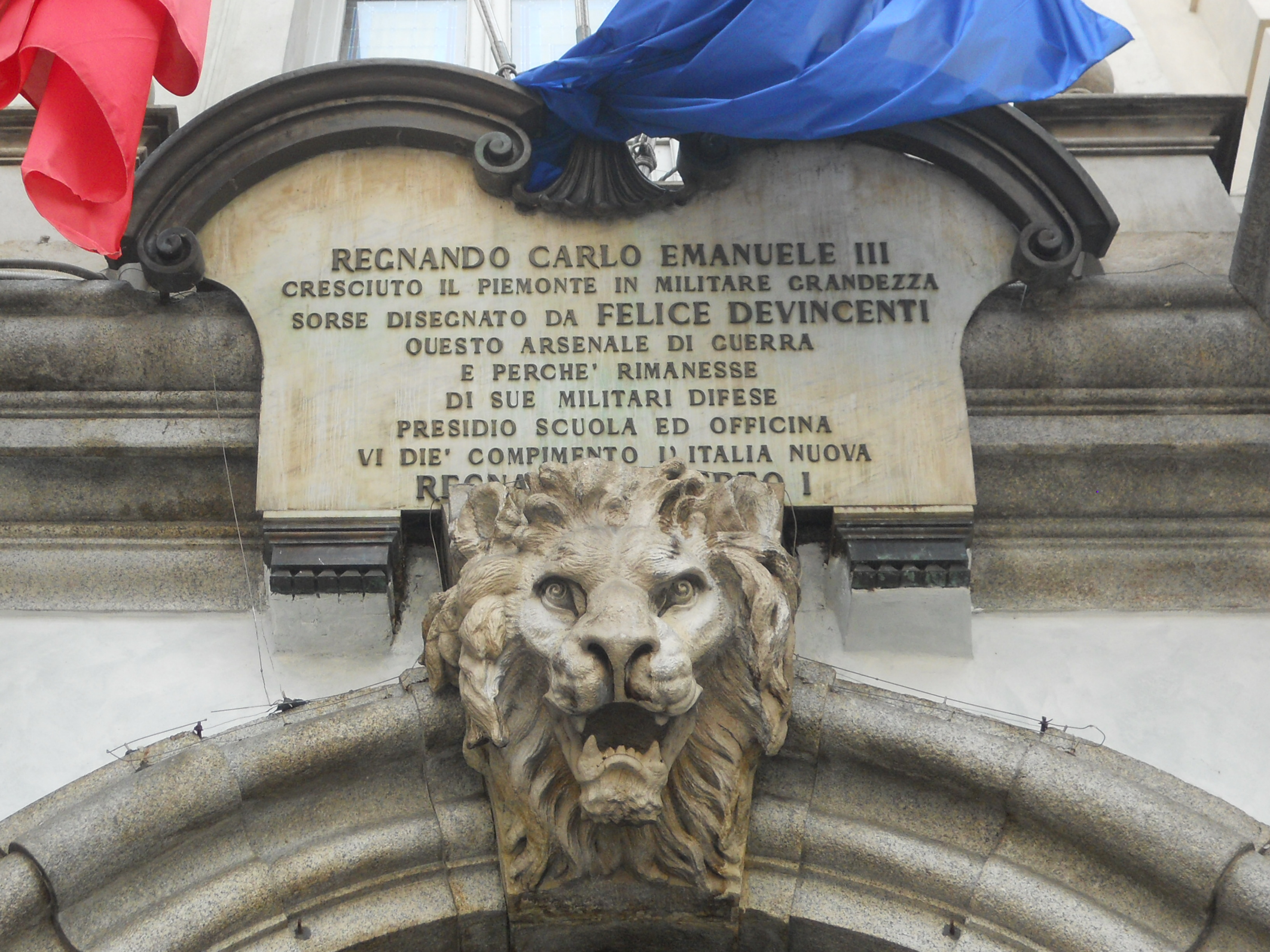
Leone e targa sul portone del Palazzo dell'Arsenale, nell'omonima via

La struttura si riparte su più sedi: il Palazzo dell'Arsenale (che custodisce una preziosa biblioteca), il Complesso infrastrutturale "Città di Torino" (anche detto PalaSimoni per l'intitolazione al capitano Gastone Simoni, medaglia d'oro al valor militare) e, per il supporto, nella caserma "Morelli di Popolo"; può inoltre vantare il grande complesso sportivo "Porcelli" di Piazza d'Armi, nei pressi dello Stadio Olimpico Grande Torino.